# 李宝 (宋朝)
李宝（?—?）。河北（今河北省中南及河南、山东省黄河以北）人，一说兴仁府乘氏（今山东菏泽市）人，南宋抗金水师将领。
乡人称他为“泼李三”，投靠岳飞为马军，后授统领忠义军马，奉命潜回山东联络抗金义军，与孙彦、曹洋等组织忠义民兵，袭击金国兵马。绍兴九年（1139年），金军违盟，南下袭宋，李宝在山东牵制金兵南下之师，配合岳飞的反攻。绍兴和议後，李宝陷於金朝，他从海道南归宋朝。绍兴三十一年（1161年），金朝皇帝完颜亮分兵四路攻宋，其中由海路发兵七万，战船六百余艘，企图由海路袭两浙路。李宝受命为浙西路马步军副总管，驻扎平江府，督海舟御敌。李宝受命后不顾船少兵单，率军北上迎敌。他先派儿子带助手深入金国侦察敌情，得报说儿子已协同将官魏胜恢复海州，即麾舟师北上合兵。金军大举合围海州，他带头握槊刺杀敌军，冲锋陷阵，以一当十。 他率水师北上，激战于胶西唐岛，大破金兵，斩完颜郑家奴等六名金将。与魏胜配合作战，屡战全胜。宋高宗诏谕“忠勇李宝”四字，表其旗帜。于是宋高宗拜李宝为静海军节度使、沿海制置使。唐岛之战后，金朝内部矛盾激化，完颜亮被杀。隆興元年（1163年），兼御营统制官，措置浙西海道。卒後赠检校少保。

## 延伸阅读
[在维基数据编辑]
 《宋史·卷370》，出自脱脱《宋史》